# Végétarisme au Brésil
Le végétarisme est une pratique alimentaire qui tend progressivement à prendre de l'importance au Brésil.
En 2004, Marly Winckler, présidente de la Société végétarienne brésilienne, déclare que 5 % de la population est végétarienne. Selon une enquête menée en 2012 par l'Institut brésilien d'opinion publique et de statistique (pt), 8 % de la population, soit 15,2 millions de personnes, se déclarent végétariennes. La ville de São Paulo compte le plus de végétariens en termes absolus (792 120 personnes), tandis que Fortaleza affiche le pourcentage le plus élevé, soit 14 % de la population totale.
En 2018, une nouvelle enquête réalisée par l'Institut brésilien d'opinion publique et de statistique montre que la proportion de la population s'identifiant végétarienne est passée à 14 % (augmentation de 75 % par rapport à 2012), soit 29 millions de personnes.
Selon Marly Winckler, les principales raisons de la déforestation de l’Amazonie sont l’élevage extensif (principalement du bétail) et la culture du soja, principalement destiné à l’alimentation animale, et dans une mesure presque négligeable, sous la forme d'huiles alimentaires destinées à l'alimentation humaine, affirmations corroborées par de nombreuses études scientifiques,,,.
Comme au Canada, végétarisme (prononciation portugaise: [veʒiˌtaɾjɐ̃ˈnizmu]) est généralement synonyme de lacto-ovo-végétarisme, et on suppose parfois à tort que les végétariens sont des pescétariens et/ou des pollotariens qui tolèrent la chair de poisson ou de volaille, respectivement. Néanmoins, le véganisme et le freeganisme sont devenus la norme dans le pays, étant présents dans presque toutes les familles. Les végétariens brésiliens auraient tendance à être urbains, de classe moyenne ou supérieure et vivent dans la moitié centre-sud du pays. Depuis les années 1990, et particulièrement depuis les années 2010, des centaines de restaurants végétaliens et végétaliens sont apparus dans les principales villes du pays.